# Centralia
Centralia – miasto w hrabstwie Columbia w stanie Pensylwania, w Stanach Zjednoczonych, obecnie prawie całkowicie opuszczone z powodu trwających od kilkudziesięciu lat pożarów w znajdujących się pod miastem kopalniach węgla.
W maju 1962 roku ogień zajął śmieci w opuszczonej kopalni i rozprzestrzenił się podpalając główną żyłę pokładów węgla (antracytu), która w części przebiegała pod miastem. Większość mieszkańców opuściła to miasto, zostawiając swoje domostwa − liczba mieszkańców przed katastrofą wynosiła 1435 osób, w roku 1981 – 1000 osób, a od początku XXI wieku jedynie kilka. W Pensylwanii jest to miejscowość o najmniejszej liczbie ludności.
Ogień płonie do dziś pod powierzchnią wielu akrów i stale się rozrasta. Na przestrzeni kilku mil znajduje się tyle węgla, że pożar może trwać nawet kolejne 250 lat. Na walkę z ogniem przeznaczono do tej pory ok. 7 mln USD. Dwie kopalnie zostały zalane wodą, jednakże ponowne wydobycie było niemożliwe.
W skład Centralii wchodziła wioska Ashland oraz Byrnesville. Ta druga została doszczętnie strawiona przez ogień.
Miasto było również inspiracją dla filmowej adaptacji gry Silent Hill z 2006.